# Лагоа-ди-Вельюс
Лагоа-ди-Вельюс (порт. Lagoa de Velhos)  —  муниципалитет в Бразилии, входит в штат Риу-Гранди-ду-Норти. Составная часть мезорегиона Сельскохозяйственный район штата Риу-Гранди-ду-Норти. Входит в экономико-статистический  микрорегион Борборема-Потигуар. Население составляет 3156 человек на 2006 год. Занимает площадь 112,832 км². Плотность населения — 28,0 чел./км².

## Статистика
- Валовой внутренний продукт на 2003 год составляет 6 205 508,00 реалов (данные: Бразильский институт географии и статистики).
- Валовой внутренний продукт на душу населения на 2003 год составляет 2122,27 реалов (данные: Бразильский институт географии и статистики).
- Индекс развития человеческого потенциала на 2000 год составляет 0,630 (данные: Программа развития ООН).